# Monastero della Certosa (Mantova)

Pisanello, Medaglia di Gianfrancesco I Gonzaga

Il Monastero della Certosa era un edificio religioso di Castelnuovo Angeli, quartiere di Mantova. È stato un monastero certosino dal 1408 al 1782 e successivamente demolito ad opera degli austriaci.

## Storia
Il complesso venne realizzato nel 1408 dal marchese di Mantova Gianfrancesco Gonzaga, per disposizione testamentaria del padre Francesco I e affidato ai monaci di san Bruno.
Come risulta da documenti dell'epoca, il monastero venne costruito in località Castelnovo o Curtatonum presso la Chiesa di Santa Maria degli Angeli, tuttora esistente. Approvato nel 1425 da papa Martino V, fu consacrato nel 1448. Il complesso della Certosa venner soppresso nel 1782 e distrutto poco tempo dopo.
Durante alcuni scavi archeologici effettuati alla fine del 2021, sono emersi alcuni muri petrimetrali del monastero.